# جان ماري دواميل
جان ماري دواميل (بالفرنسية: Jean-Marie Duhamel)‏ (و. 1797 – 1872 م) هو رياضياتي، وفيزيائي، وأستاذ جامعي من فرنسا . ولد في سان مالو . وكان عضواً في الأكاديمية الفرنسية للعلوم، والأكاديمية البروسية للعلوم .
توفي في باريس ، عن عمر يناهز 75 عاماً.

## التعليم
تعلم في المدرسة المتعددة التكنولوجية بفرنسا

## جوائز
حصل على جوائز منها:
- قائد وسام جوقة الشرف.

## روابط خارجية
- جان ماري دوهاميل على موقع الموسوعة البريطانية (الإنجليزية)